# Милутин Вељковић
Милутин Вељковић (Зајечар, 1935 — САД, 2011) био је југословенски спелеолог, електричар и студент физике, најпознатији по постављању новог Гинисовог рекорда за најдужи боравак под земљом (433/434 дана).
О њему је снимљен документарни филм Спелеонаут / Под каменим небом у режији Соње Ђекић.

## Биографија
Милутин Вељковић је рођен 1935. године у селу Горња Бела река код Зајечара. У лето 1969. године, 34-годишњи Милутин кренуо је на југоисток Србије. Намеравао је да проведе 15 месеци у дивљој, неуређеној и неистраженој Самар пећини, дугачкој око два километра, која се налазила у атару села Копајкошара. Желео је да је истражи, али и да обори Гинисов рекорд за најдужи боравак под земљом. Дотадашњи рекорд је држао Француз Анри Фиоут, који је под земљом боравио 109 дана.
У пећину је ушао 24. јуна 1969. године, а из ње изашао 15 месеци касније, 29. септембра 1970. године. Поставио је нови Гинисов рекорд за најдужи боравак под земљом који још увек нико није оборио. Водио је и дневник у коме је детаљно описивао свакодневне активности које је практиковао током боравка у пећини.
Убрзо након овога, Милутин је написао и књигу засновану на дневнику који је водио — Под каменим небом.